# NGC 4419
NGC 4419  ist eine aktive Balkenspiralgalaxie mit ausgedehnten Sternentstehungsgebieten vom Hubble-Typ SBa im Sternbild Coma Berenices am Nordsternhimmel. Sie ist unter der Katalognummer VCC 958 als Mitglied des Virgo-Galaxienhaufens gelistet.
Im selben Himmelsareal befinden sich u. a. die Galaxien NGC 4396, NGC 4421, IC 3327, IC 3392.
Am 4. Januar 1984 entdeckten G. N. Kimeridze und Rosino in ihr die Typ Ia-Supernova SN 1984A.
Das Objekt wurde am 8. April 1784 von Wilhelm Herschel entdeckt.